# Гейландит
Гейландит (англ. heulandite; нім. Heulandit m) — мінерал, водний алюмосилікат кальцію і натрію, група цеолітів.

## Загальний опис
Хімічна формула: (Ca, Na2)4[Al8Si28O72]24H2O, за іншими даними Ca[Al2Si7O18]6H2O.
Домішки: Sr, K, Ba, Mg.
Сингонія триклінна (за інш. даними моноклінна).
Твердість 3,5-4.
Густина 2,1-2,2.
Блиск скляний до перламутрового. Безбарвний, сірий, білий, жовтий, рожевий, червоний або коричневий. Прозорий і напівпрозорий.
Форми виділення: листуваті маси з майже паралельним зростанням пластинок, також зернисті агрегати, що складаються з кристалів таблитчастого та ізометричного габітусу. Зустрічається у міаролових порожнинах в базальтах та андезитах в асоціації зі стильбітом та ін. цеолітами. В друзах скарнів знаходиться спільно з ґранатом і аксинітом. Аутигенний мінерал у вапняках.
Знайдений в Ісландії, на Фарерських островах, в районі Бомбею в Індії і в Пітерс-Пойнт (провінція Нова Шотландія, Канада).

## Різновиди
Розрізняють:
- гейландит баріїстий (відміна гейландиту, яка містить близько 2,5 % ВаО);
- гейландит стронціїстий (відміна гейландиту, яка містить до 3,65 % SrO).